# 18. Reserve-Division (Deutsches Kaiserreich)
Die 18. Reserve-Division war ein Großverband der Preußischen Armee im Ersten Weltkrieg.

## Geschichte
Die Division wurde bei der Mobilmachung bei Ausbruch des Ersten Weltkriegs am 2. August 1914 gebildet und bestand aus Truppen der Freien Hansestädte und Schleswig-Holsteins sowie den Großherzogtümern Mecklenburgs. Das Reserve-Infanterie-Regiment Nr. 31 war ein hanseatisches, welches hauptsächlich aus Hamburg und Bremen stammte. Die Reserve-Infanterie-Regimenter Nr. 84 und 86 wurde in Schleswig gebildet, wobei ein Bataillon des 84. in dem Großherzogtum Mecklenburg-Strelitz gebildet wurde. Das Reserve-Infanterie-Regiment Nr. 90 wurde in Mecklenburg-Schwerin aufgestellt. Das Reserve-Jäger-Bataillon Nr. 9 stammte aus dem Herzogtum Lauenburg. Gemeinsam mit der 17. Reserve-Division bildete sie bei Kriegsbeginn das IX. Reserve-Korps.

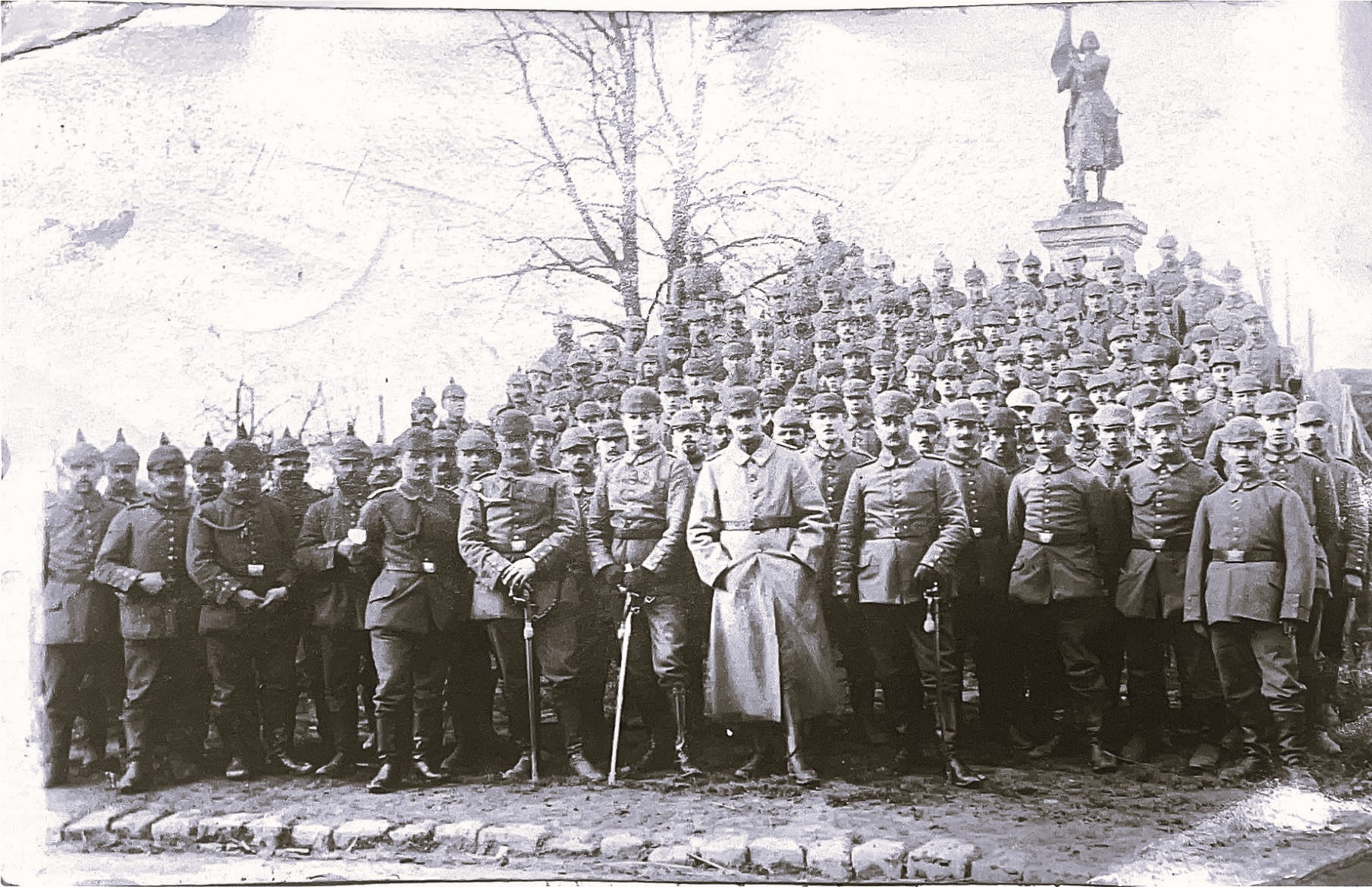
Ein Teil der Division (Anfang 1915) aus Schleswig-Holstein; Im Hintergrund eine Statur der Jungfrau von Orleans.

Die Division kämpfte ausschließlich an der Westfront, war am Kriegsverbrechen von Löwen beteiligt und lag bis September 1915 in dem Gebiet der Aisne. Von hier ging es nach Flandern und in den Artois. Hier blieb sie im Stellungskrieg bis Juni 1916. Von Mitte Juli bis Ende Oktober kämpfte sie in der Schlacht an der Somme. Die Division blieb bis Mai 1917 in den Schützengräben vor Ypern. Im Mai kämpfte sie in der Siegfriedstellung, bevor es zurück nach Flandern ging, wo sie in der Dritten Flandernschlacht kämpfte. 1918 kämpfte sie an verschiedenen Orten gegen Offensiven der Alliierten, wie z. B. in der Zweiten Schlacht von Cambrai.
Nach Kriegsende marschierten die Reste der Division in die Heimat zurück, wo der Großverband demobilisiert und im Mai 1919 schließlich aufgelöst wurde.

### Gefechtskalender

#### 1914
- 25. August bis 7. September – Sicherung gegen Antwerpen
  - 25. August – Straßenkämpfe in Löwen
  - 25. bis 27. August – Schlacht bei Mecheln
- ab 15. September – Kämpfe an der Aisne
  - 13. bis 18. September – Schlacht bei Noyon
  - 2. bis 15. Oktober – Kämpfe bei Roye
- ab 16. Oktober – Stellungskämpfe westlich Roye-Noyon

#### 1915
- bis 17. September – Kämpfe an isne
  - 8. bis 14. Januar – Schlacht bei Soissons
  - 6. bis 16. Ju,  – Kämpfe bei Quennevières-

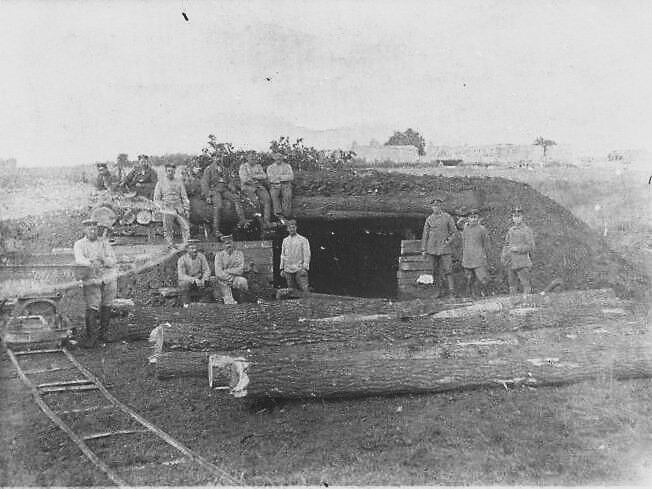
Feldbahn an einem Geschützstand der Division, gelaufen 31. September 1915

- bis 16. Oktober – Stellungskämpfe westlich Roye-Noyon
- ab 21. Oktober – Stellungskämpfe in Flandern und Artois

#### 1916
- bis 23. Juni – Stellungskämpfe in Flandern und Artois
- 24. Juni bis 7. Juli – Erkundungs- und Demonstrationsgefechte der 6. Armee im Zusammenhang mit der Schlacht an der Somme
- 07. bis 19. Juli – Stellungskämpfe in Flandern und Artois
- 19. Juli bis 25. August – Schlacht an der Somme
- 25. August bis 26. September – Stellungskämpfe in Flandern und Artois
- 28. September bis 26. Oktober – Schlacht an der Somme
- ab 26. Oktober – Stellungskämpfe an der Yser

#### 1917
- bis 9. Mai – Stellungskämpfe an der Yser
- 09. bis 20. Mai – Frühjahrsschlacht bei Arras
- 21. Mai bis 10. Juni – Stellungskämpfe in Flandern und Artois
- 11. Juni bis 11. August – Schlacht in Flandern
- 11. August bis 20. Oktober – Stellungskämpfe in Flandern und Artois
- 20. Oktober bis 3. Dezember – Herbstschlacht in Flandern
- ab 4. Dezember – Stellungskämpfe in Flandern

#### 1918
- bis 25. März – Stellungskämpfe in Flandern
- 25. bis 31. März – Reserve der Heeresgruppe „Kronprinz Rupprecht“
- 31. März bis 30. April – Stellungskämpfe in Flandern und Artois
  - 9. bis 18. April – Schlacht bei Armentières
- 01. Mai bis 4. August – Stellungskämpfe in Französisch-Flandern und Artois
- 05. August bis 4. September – Kämpfe vor der Front Ypern-La Bassée
- 05. bis 26. September – Kämpfe vor der Siegfriedfront
- 27. September bis 8. Oktober – Abwehrschlacht zwischen Cambrai und St. Quentin
- 09. Oktober bis 4. November – Kämpfe vor und in der Hermannstellung
- 05. bis 11. November – Rückzugskämpfe vor der Antwerpen-Maas-Stellung
- ab 12. November – Räumung des besetzten Gebietes und Marsch in die Heimat

## Gliederung

### Kriegsgliederung bei Mobilmachung 1914
- 34. Reserve-Infanterie-Brigade
  - Reserve-Infanterie-Regiment Nr. 31
  - Reserve-Infanterie-Regiment Nr. 90
- 35. Reserve-Infanterie-Brigade
  - Reserve-Infanterie-Regiment Nr. 84
  - Reserve-Infanterie-Regiment Nr. 86
  - Reserve-Jäger-Bataillon Nr. 9
- Reserve-Husaren-Regiment Nr. 7
- Reserve-Feldartillerie-Regiment Nr. 18
- 1. Reserve-Kompanie/Schleswig-Holsteinisches Pionier-Bataillon Nr. 9
- 2. Reserve-Kompanie/Schleswig-Holsteinisches Pionier-Bataillon Nr. 9

### Kriegsgliederung vom 29. Januar 1917
- 35. Reserve-Infanterie-Brigade
  - Reserve-Infanterie-Regiment Nr. 31
  - Reserve-Infanterie-Regiment Nr. 84
  - Reserve-Infanterie-Regiment Nr. 86
- 3. Eskadron/Husaren-Regiment „Graf Goetzen“ (2. Schlesisches) Nr. 6
  - Reserve-Feldartillerie-Regiment Nr. 18
- Stab II. Bataillon/Pionier-Regiment Nr. 9
  - 1. Reserve-Kompanie/Pionier-Bataillon Nr. 9
  - 2. Reserve-Kompanie/Pionier-Bataillon Nr. 9
  - Reserve-Scheinwerferzug 9
  - Minenwerfer-Kompanie Nr. 218

## Kommandeure
| Dienstgrad                  | Name               | Datum                                   |
| --------------------------- | ------------------ | --------------------------------------- |
| General der Infanterie z.D. | Karl Gronen        | 02. August bis 6. Oktober 1914          |
| Generalmajor                | Leo Sontag         | 07. Oktober 1914 bis 22. Februar 1915   |
| Generalleutnant             | Richard Wellmann   | 23. Februar 1915 bis 30. September 1916 |
| Würt. Generalleutnant z.D.  | Theodor von Wundt  | 01. Oktober 1916 bis 25. August 1917    |
| Generalleutnant             | Paul Winiker       | 26. August bis 26. Dezember 1917        |
| Generalmajor                | Ernst von Wrisberg | 27. Dezember 1917 bis 8. Mai 1919       |